# وزارة المالية (إريتريا)
وزارة المالية الإريترية هي المسؤولة عن السياسات المالية العامة في إريتريا. تقع الوزارة في العاصمة أسمرة.

## وزراء المالية
- هايلي وولدنس، 1993-1997
- جبرائيلسيلاسي يوسف، 1997-2001
- برهان أبرهي، 2001-2014[2]
- برهان هابتماريام، 2014- [3]